# Czekolada (film 2000)
Czekolada (Chocolat) – film z 2000 roku oparty na powieści Joanne Harris z 1999 roku pt. Czekolada. Opowiada on historię młodej matki, Vianne Rocher (Juliette Binoche), która podróżuje po świecie, sprzedając czekoladę. W 1959 roku przybywa do francuskiego miasteczka Lansquenet-sous-Tannes z sześcioletnią córką (Anouk) i otwiera Maya, małą czekoladziarnię. Czekolada Vianne szybko zaczyna zmieniać życie mieszkańców.
Zdjęcia do filmu zostały zrobione w Flavigny-sur-Ozerain we Francji.
Film ten znalazł się w pierwszej dziesiątce „Najbardziej antykatolickich filmów wszech czasów” (na pozycji 4.), według rankingu opublikowanego przez amerykańskie pismo katolickie „Faith & Family”. Zdaniem Roberta Lockwooda, autora monografii „Antykatolicyzm w kulturze amerykańskiej”, film ten ukazuje Kościół katolicki jako potężną siłę represyjną.

## Obsada
- Juliette Binoche: Vianne Rocher
- Alfred Molina: Comte de Reynaud
- Carrie-Anne Moss: Caroline Clairmont
- Judi Dench: Armande Voizin
- Johnny Depp: Roux
- Victoire Thivisol: Anouk
- Hugh O'Conor: Pere Henri
- Lena Olin: Josephine Muscat
- Peter Stormare: Serge Muscat
- Leslie Caron: Madame Audel

## Nagrody i nominacje
Oscary za rok 2000
- Najlepszy film – David Brown, Kit Golden, Leslie Holleran (nominacja)
- Najlepszy scenariusz adaptowany – Robert Nelson Jacobs (nominacja)
- Najlepsza muzyka – Rachel Portman (nominacja)
- Najlepsza aktorka – Juliette Binoche (nominacja)
- Najlepsza aktorka drugoplanowa – Judi Dench (nominacja)

Złote Globy 2000
- Najlepsza komedia/musical (nominacja)
- Najlepsza aktorka w komedii/musicalu – Juliette Binoche (nominacja)
- Najlepsza aktorka drugoplanowa – Judi Dench (nominacja)
- Najlepsza muzyka – Rachel Portman (nominacja)

Nagrody BAFTA 2000
- Najlepszy scenariusz adaptowany – Robert Nelson Jacobs (nominacja)
- Najlepsze zdjęcia – Roger Pratt (nominacja)
- Najlepsza scenografia – Renee Ehrlich Kalfus (nominacja)
- Najlepsza charakteryzacja – Naomi Donne (nominacja)
- Najlepsza aktorka – Juliette Binoche (nominacja)
- Najlepsza aktorka drugoplanowa – Judi Dench (nominacja)
- Najlepsza aktorka drugoplanowa – Lena Olin (nominacja)

Nagroda Satelita 2000
- Najlepsza aktorka drugoplanowa w dramacie – Judi Dench (nominacja)